# Sabine Glacier
Sabine Glacier är en glaciär i Antarktis. Den ligger i Västantarktis. Argentina, Chile och Storbritannien gör anspråk på området. Sabine Glacier ligger 471 meter över havet.
Terrängen runt Sabine Glacier är kuperad åt nordost, men åt sydväst är den bergig. Trakten är obefolkad. Det finns inga samhällen i närheten. 